# Мока Маурицијус
Мока ја покрајина на Маурицијусу која се налази у централном делу острва. Главни град покрајине се зове Мока. Има 75.479 становника и површину од 231 km² .